# Innenstadtmaut

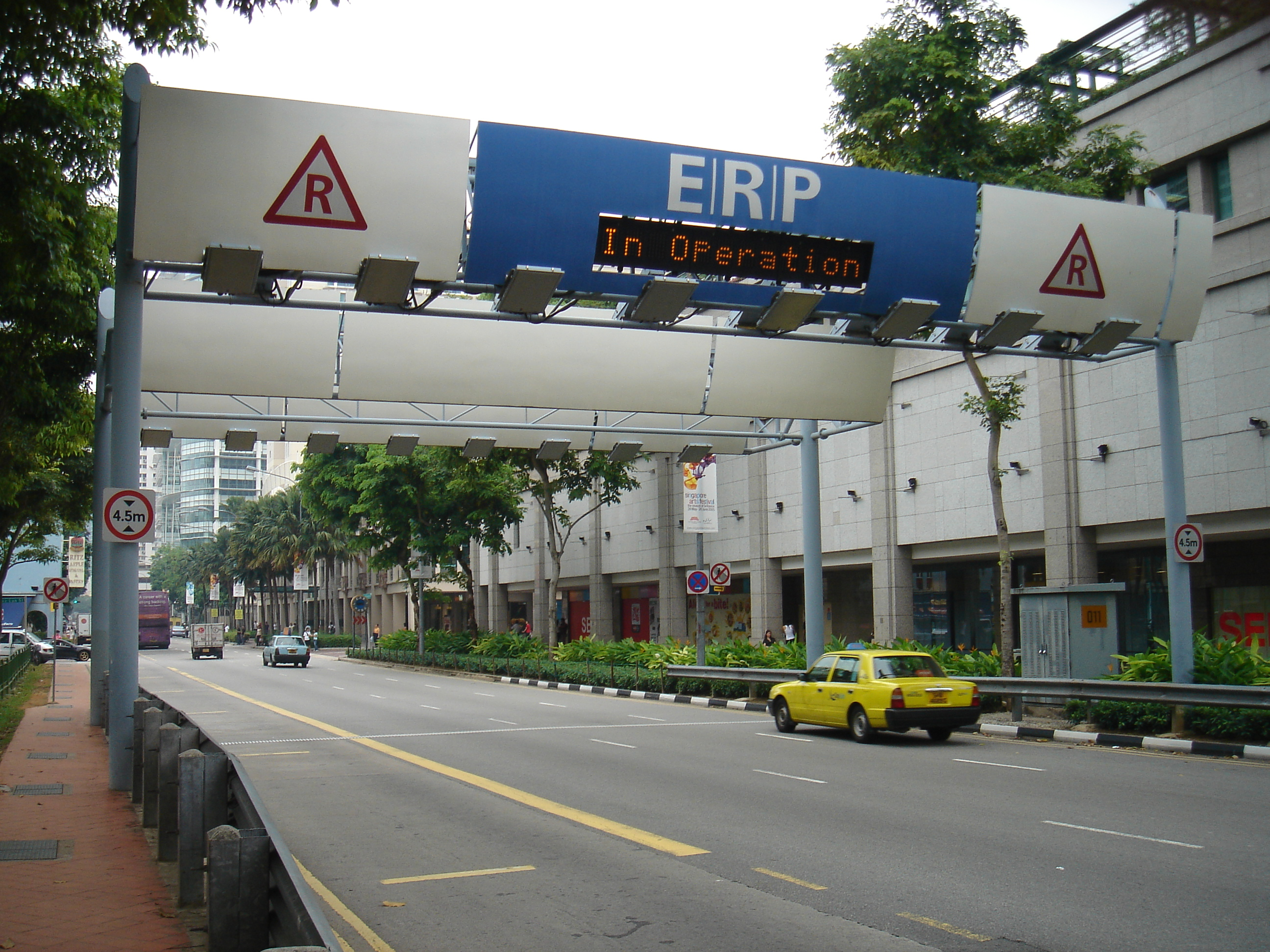
„Electronic Road Pricing“ in Singapur

Als Innenstadtmaut (auch Citymaut) wird die Erhebung von Gebühren in Form einer Maut für die Nutzung innerstädtischer Verkehrsinfrastruktur bezeichnet. In Deutschland wird derzeit das Modell der Umweltzonen bevorzugt.

## Allgemeines
In der Schweiz wird hauptsächlich der aus dem Englischen stammende Begriff Road-Pricing (Straßenbenutzungsgebühr) oder Mobility-Pricing (Gebühr für Straße und ÖV) verwendet. Im englischsprachigen Raum selbst hingegen wird die Innenstadtmaut Londons mit dem Begriff Congestion Charge („Staugebühr“) bezeichnet, Die erste Citymaut weltweit wurde 1975 in Singapur eingerichtet.
Es gibt verschiedene Innenstadtmaut-Modelle, die sich hinsichtlich Bemessung und Zahlung der Preise bzw. Gebühren, der räumlichen Implementation und Technik der Gebührenerhebung unterscheiden. Bisher realisierte Vorhaben haben häufig ein Kordonsystem implementiert, das heißt die Einfahrt in einen bestimmten innerstädtischen Bereich (sogenannten „Gebührenring“) wird mit einer Gebühr belegt. Die Erhebung der Gebühren kann beispielsweise via Vignette, Mautstation (bemannt oder unbemannt), fahrzeugintern (englisch on-board unit) oder fahrzeugextern (englisch Post-pay-Verfahren) erfolgen.

## Ziele
Mit der Einführung von städtischen Straßenbenutzungsgebühren sind vor allem folgende praktische Ziele verbunden:
- Erhöhung der Lebensqualität in der Stadt durch die Verringerung des Verkehrsaufkommens. Damit verbunden die Verbesserung der Luftqualität durch geringere Schadstoffemissionen wie Kohlendioxid, Rußpartikel und Feinstaub sowie Verringerung des Verkehrslärms
- Verbesserung des Verkehrsflusses durch die zeitliche und räumliche Steuerung der Verkehrsnachfrage (Staureduktion bzw. effizientere Nutzung)
- Zusätzliche Einnahmen für Kommunen
- Finanzierung von Straßenbauvorhaben.

## Ökonomische Theorie
Aus Sicht der neoklassischen Volkswirtschaftslehre sind Straßen öffentliche Güter, die sich von privaten Gütern durch Nicht-Ausschließbarkeit und Nicht-Rivalität unterscheiden. Dies bedeutet, dass das Gut durch Benutzung nicht „konsumiert“ wird und Einzelne gewöhnlich nicht von der Nutzung ausgeschlossen werden. Aus diesem Grunde müssen Straßen zumeist vom Staat gebaut werden, denn der Markt selbst stellt sie nicht in ausreichendem Maße bereit.
Auf einer stark ausgelasteten Straße behindern sich jedoch die Nutzer gegenseitig, wodurch eine gewisse Rivalität entsteht. Wenn nun ein individueller Benutzer diese Straße benutzt, beeinträchtigt er damit andere, bezieht dies jedoch nicht in sein Kalkül ein. Ein externer Effekt entsteht, der ohne Eingriff eine wohlfahrtsoptimierte Entscheidung verhindert und zu Marktversagen führt. Eine Innenstadtmaut kann diesen Mangel beheben. Um dies zu erreichen, sollte sie genau so hoch sein wie die durch den Benutzer verursachte Behinderung Dritter; indirekt bezieht der Nutzer dies so in sein Kalkül ein.
Im Idealfall sollte sich die Gebühr deshalb an die aktuelle Auslastung der Straße anpassen. So sollte sie beispielsweise während der Hauptverkehrszeiten deutlich höher sein als in der verkehrsarmen Nacht. Eine Maut mit fester Gebühr wie etwa die Londoner Congestion-Charge erreicht dieses Ziel nur teilweise, da sie tagsüber nicht variiert und auch das Ausmaß der Behinderung Dritter (beispielsweise die Dauer der Fahrt) nicht in Betracht gezogen wird.
Im Zusammenhang mit dem Individualverkehr gibt es noch weitere externe Effekte wie etwa Umweltbelastungen mit überregionaler Auswirkung (z. B. Kohlenstoffdioxid-Emissionen), welche jedoch auch durch eine allgemeine Mineralölsteuer abgefangen werden kann.
Aus Sicht der orthodoxen (neoklassischen) Ökonomie ist es also generell sinnvoll, für die Nutzung überlasteter Straßen eine Maut zu erheben.

## Lage in verschiedenen Regionen
In 14 europäischen Städten gibt es derzeit (Stand Januar 2023) eine Citymaut.

### Deutscher Sprachraum
- In Deutschland wurde vor allem im Zuge der Luftreinhaltevorschriften der EU im Bezug auf Feinstaub und Stickstoffdioxid über die Einführung einer City-Maut in mehreren deutschen Großstädten diskutiert, zum Beispiel in Berlin.[4] Allerdings setzte sich im Zuge der Diskussionen inzwischen das Modell der Umweltzonen durch. Bei dieser Lösung wird nicht schadstoffarmen Fahrzeugen die Einfahrt in Innenstadtbereiche verwehrt. Darüberhinausgehende konkrete Pläne für die Einführung von Innenstadtmaut-Systemen sind vorerst zurückgestellt.[5] Die politische Diskussion darüber besteht jedoch weiterhin. Der Allgemeine Deutsche Automobil-Club beurteilt das Modell der City-Maut für deutsche Städte kritisch. Der Deutsche Städtetag spricht sich für eine Erprobung von City-Maut in interessierten Kommunen aus.[6]
- Wien: Auch in Wien fordern die Grünen die Einführung einer „City-Maut“. Diese soll fällig werden, sobald man mit dem PKW den Gürtel überquert, und zeitabhängig gestaffelt sein. Vom Bürgermeister wurde diese Forderung bereits mehrmals strikt abgelehnt. Begründet wurde dies mit anderen verkehrsreduzierend wirkenden Maßnahmen, vor allem der Parkraumbewirtschaftung in den Innenbezirken, die erst im September 2007 zeitlich erweitert wurde. Daher scheint eine Citymaut in Wien derzeit politisch nicht mehrheitsfähig zu sein. Vom 11. bis zum 13. Februar 2010 erfolgte dazu in Wien eine Volksbefragung, in der die Einführung einer Citymaut abgelehnt wurde.[7] Ende Mai 2018 brachte die Wiener Verkehrsstadträtin Maria Vassilakou von den Grünen wieder den Vorschlag einer Citymaut in Diskussion, dieses Mal jedoch für Pendler, gültig in den Morgenstunden, aber bereits von der Stadtgrenze ab gültig.[8]

### Norwegen
- Bergen: Als erste in Europa führte die norwegische Küstenstadt Bergen 1985 eine Gebühr für die Einfahrt in die Innenstadt ein (25 Kronen – ca. 2,11 Euro) mit dem Ziel der Finanzierung des Straßenbaus in der schwierigen geografischen Lage (steile Felsen).
- Oslo: In der norwegischen Hauptstadt Oslo gibt es die Innenstadtmaut seit 1990. Mit den Einnahmen werden Straßenbaumaßnahmen in Oslo und Umgebung finanziert.
- Trondheim: Auch für die drittgrößte Stadt Norwegens war die Finanzierung des Straßenbaus die eigentliche Motivation für die Mauteinführung im Jahr 1991. Da die Straßen ausfinanziert waren, wurde die Maut wie geplant nach 15 Jahren Ende Dezember 2005 wieder abgeschafft. 2010 wurde im Rahmen eines Umweltpakets (Miljøpakken) die Maut wieder eingeführt.

### Großbritannien
- Durham: In Durham müssen Fahrer werktags zwischen 10 und 16 Uhr zwei Pfund (ca. 2,31 Euro) für die Einfahrt in einen kleinen Bereich der Stadt entrichten. Hier werden neben der Kameraüberwachung auch Poller verwendet, welche nach Bezahlung bei Verlassen der Zone automatisch abgesenkt werden. Der Versuch erwies sich als erfolgreich, da er den Verkehr innerhalb der kleinen Zone von 2.000 auf etwa 200 Fahrzeuge pro Tag absenkte.
Das Modell in Durham wird als Probe für London angesehen.

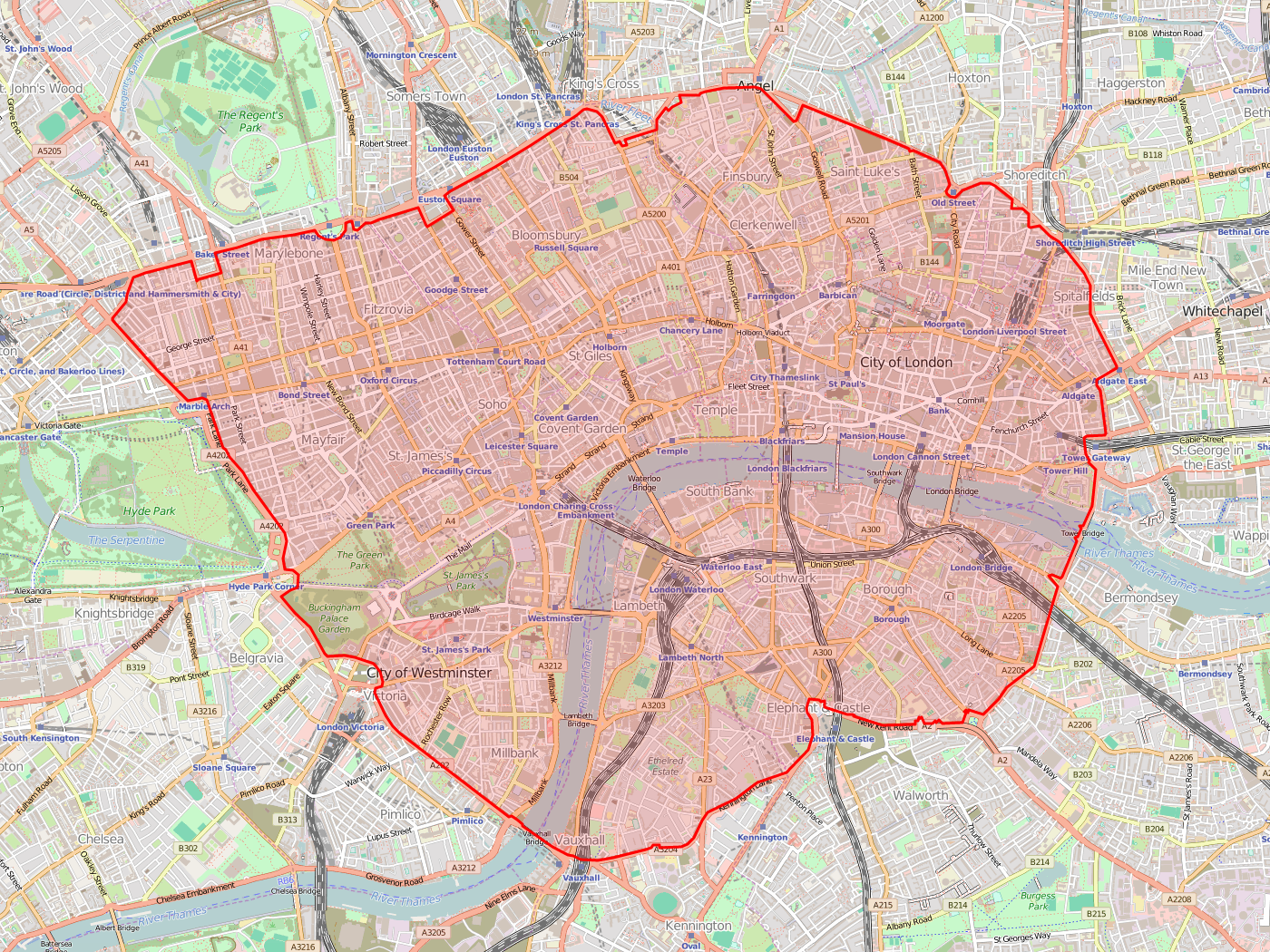
Zone der Innenstadtmaut in London bis zum 18. Februar 2007

- London: Im Februar 2003 wurde in London eine „Staugebühr“ (London Congestion Charge) für ein 22 km² großes Gebiet im Stadtzentrum eingeführt. Es ist eine Gebühr von 10 Pfund (bis Juli 2005 fünf Pfund) für die Einfahrt in dieses Gebiet von Mo. bis Fr. 7:00–18:00 h zu zahlen. Diese Gebühr fällt einmal pro Tag an, das heißt die weiteren Durchfahrten sind abgegolten. Auch sämtliche Fahrten innerhalb der Zone sind nicht mautpflichtig. Es bestehen allerdings zahlreiche Ausnahmeregelungen bzw. Gebührenbefreiungen. Ein Drittel aller Fahrzeuge, die täglich in die Innenstadt fahren (etwa 39.000), ist von der Maut befreit. Das sind: Noteinsatzwagen, Pannendienste, Behindertenfahrzeuge, Taxis, Fahrzeuge mit mehr als 8 Sitzplätzen (also auch Linienbusse), Fahrzeuge mit Gas-, Elektro-, Brennstoffzellen oder Hybrid-Antrieb, Zweiräder. Bewohner der Mautzone haben für ihre Fahrzeuge Anspruch auf 90 % Rabatt. Die Auswirkungen der beträchtlichen Gebühr sind dennoch deutlich. In den ersten sechs Monaten ist der Verkehr innerhalb der Zone um ca. 15 % zurückgegangen (Unfallrückgang um 20 %), wobei sich 50–60 % der unterlassenen MIV-Fahrten auf den Öffentlichen Personennahverkehr verlagert haben. Eine umfassende Evaluation steht aber noch aus. Ken Livingstone ist trotz der von ihm eingeführten Maut 2004 als Oberbürgermeister wiedergewählt worden. Am 19. Februar 2007 trat eine Erweiterung des Gebührenrings in Kraft (Western Extension), wodurch sich das mautpflichtige Stadtgebiet fast verdoppelt hat. Dazu kamen die westlichen Stadtteile Kensington, Chelsea und Knightsbridge. Diese westliche Erweiterung wurde zum 4. Januar 2011 allerdings wieder aufgehoben.[9]

- Edinburgh: In Edinburgh wurde die Einführung einer Innenstadtmaut erwogen. Der Vorschlag wurde jedoch im Februar 2005 in einem Referendum mit einer Quote von 74,4 % (Wahlbeteiligung 61,8 %) von den Einwohnern Edinburghs deutlich abgelehnt.

### Italien
- Bologna: Seit Mai 2006 wird auch in Bologna eine Innenstadt-Maut erhoben.
- Mailand: Zur Senkung der Luftverschmutzung und der Verkehrsstaus wurde in Mailand im Januar 2008 eine City-Maut eingeführt. Die Maut gilt für Pkw, Lkw und Reisebusse im Zeitraum Montag – Freitag von 7:30 bis 19:30 Uhr. Diese Maut gilt auch für ausländische Fahrzeuge. Die Einfahrts- und Parkberechtigungsscheine (gratta e passa) können unter anderem bei der Post, in Tabak- und Zeitschriftengeschäften sowie bei den Informationsstellen des Mailänder Nahverkehrs erworben werden. Am Rand der Innenstadt gibt es 43 elektronische Einfahrt-Checkpoints.
- Rom: Im historischen Zentrum Roms gilt für private Kraftfahrzeuge ein komplettes Fahrverbot. Die Einfahrt ist nur für Taxis, Busse, Lieferverkehr und Fahrzeuge mit Einfahrtsgenehmigung zulässig. Diese Genehmigung kostet 360 Euro pro Jahr.

### Schweden

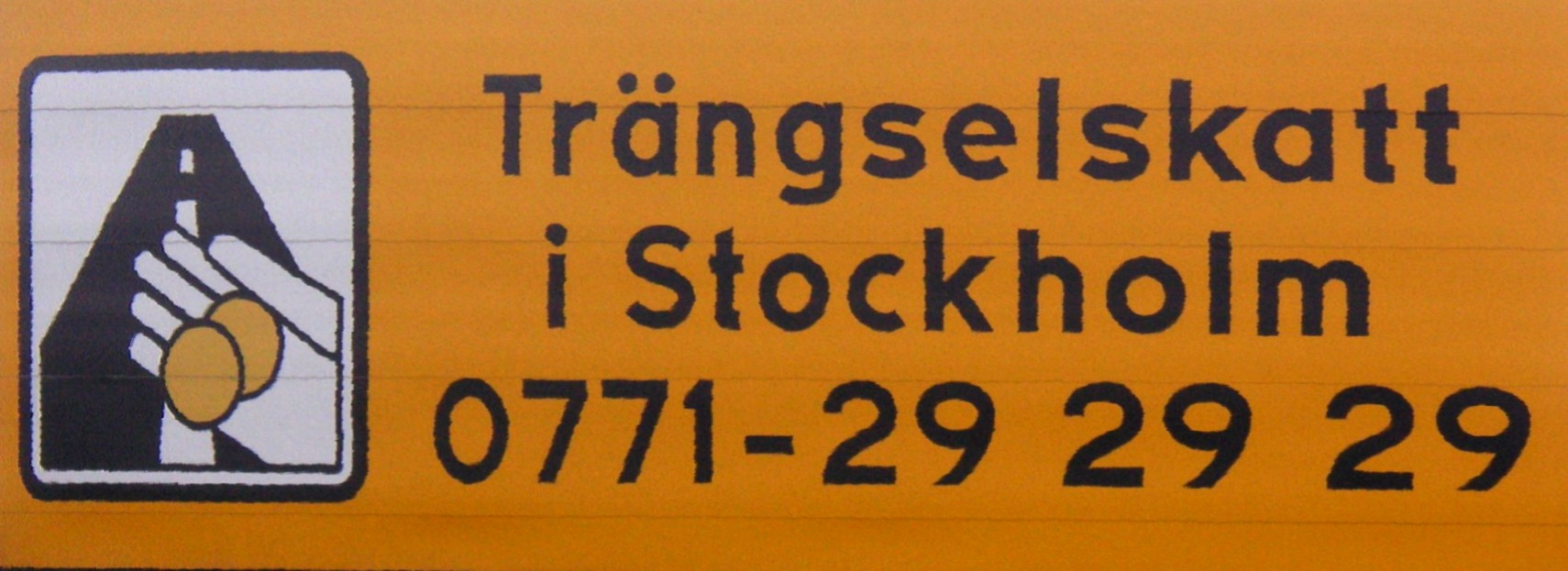

#### Stockholm
Der große Versuch 2006
2006 lief in der schwedischen Hauptstadt Stockholm der erste praktische Versuch, Straßenbenutzungsgebühren in der Innenstadt einzuführen. 1997 scheiterte ein Vorschlag zur Einführung von Gebühren (die sogenannte Dennis-Vereinbarung). Dazu beschloss die sozialdemokratische Führung der Stadt unter großem Druck von der sozialdemokratischen Regierung 2003, Straßenbenutzungsgebühren vorläufig im Rahmen eines Versuchs einzuführen, die sogenannte Trängselskatt, frei übersetzt Stausteuer. Dieser begann am 3. Januar 2006 und lief bis zum 31. Juli 2006.
Im Detail sah der Versuch vor:
- Um die Innenstadt wird ein Mautcordon gezogen. Jeder Übertritt über diese imaginäre Grenze ist mit der Entrichtung einer Stausteuer verbunden. Ein Pendler zahlt also sowohl für die Einfahrt nach Stockholm, als auch für die Ausfahrt.
- Je nach Tageszeit zwischen 1,10 und 2,20 Euro Stausteuer für die Ein- und/oder Ausfahrt in die Innenstadt.
- Gebühren werden fällig werktags von 06:30 bis 18:29 Uhr. Maximal müssen 60 Kronen (ca. 5,33 Euro) pro Tag und Fahrzeug bezahlt werden
- die Zielvorgaben, den Verkehr um 10–20 Prozent zu verringern und die Durchschnittsgeschwindigkeit deutlich zu erhöhen
- die Gesundheitsbelastung der Einwohner durch Schadstoffe, Rußpartikel und Kohlenstoffmonoxid zu verringern.

Ergebnisse
Nach einem halben Jahr Probelauf zeigten sich folgende Ergebnisse: 23 % weniger Cordonübertritte (15,5 % weniger gefahrene Kilometer innerhalb des Cordons), 13 % weniger Feinstaubemissionen in der Innenstadt. Die Immissionslage blieb aber relativ unverändert. Die Rückgänge betrugen je nach Messpunkt bis zu 2 Mikrogramm je Kubikmeter Luft.
Im Anschluss an die Probephase fand am 17. September 2006 in der Stadt Stockholm gemeinsam mit allgemeinen Wahlen ein Referendum (Bürgerentscheid) über die dauerhafte Einführung von Straßenbenutzungsgebühren statt. Die Mehrheit, 53,1 % der abgegebenen Stimmen, sprach sich für die Einführung aus. Die Bewohner der Vorortsgemeinden waren von der Abstimmung ausgeschlossen. Es wurden aber in der Region mehrere lokale Abstimmungen durchgeführt, die durchgehend gegen die Einführung waren. Inzwischen findet sich aber auch in der Region eine deutliche Mehrheit für die Beibehaltung der Maut.
Akzeptanz
Das ganze Projekt war aus mehreren Gründen umstritten. Es wurde entgegen ausdrücklicher Versprechen der lokalen Sozialdemokraten unter Druck von der sozialdemokratischen Regierung eingeführt, um eine Reichstagsmehrheit für die Sozialdemokraten zu sichern (auf die Stimmen des Miljöpartiet de Gröna bauend). Das Referendum wurde auf die Stadt Stockholm begrenzt, obwohl die Kosten des Versuchs hauptsächlich von den Bewohnern der weiteren Region getragen wurde. Bei Stockholmern war das Projekt hinsichtlich der praktischen Handhabung umstritten, was auch in den Wahlen 2006 zum großen sozialdemokratischen Stimmenverlust auf lokaler und nationaler Ebene beitrug. 2010 unterstützten etwa 70 % der Stockholmer die Stausteuer.
Endgültige Einführung 2007
Nach den Wahlen 2006 war es unklar, ob die Innenstadtmaut zurückkommen würde. Innerhalb eines Monats entschloss sich aber die neue bürgerliche Mehrheit dafür, ab August 2007 das permanente System zu starten. Die Einnahmen sollen vorrangig in die Erhaltung des Straßennetzes fließen. Ausländische Autos, Einsatzfahrzeuge, öffentliche Busse und Autos von Schwerbehinderten waren bis zum 31. Dezember 2014 von der Maut befreit, seit dem 1. Januar 2015 werden auch sie erfasst. Die Ausnahmen für Autos mit alternativen Antrieben und Taxis wurden mittlerweile abgeschafft.

#### Göteborg
Eine Stausteuer nach Stockholmer Vorbild wurde am 1. Januar 2013 in Schwedens zweitgrößter Stadt Göteborg eingeführt.

### Weitere
- Prag: Für Dezember 2009 war in der tschechischen Hauptstadt Prag die Einführung einer Maut im Stadtzentrum vorgesehen. Aufgrund notwendiger Gesetzesänderungen und Ausschreibungen wurde sie bislang noch nicht durchgesetzt (Stand: März 2017). Es ist geplant von Autofahrern, die den historischen Stadtkern befahren, 100–120 CZK (ca. 4–5 Euro) pro Tag zu verlangen. Insgesamt wird mit Einnahmen von 1,8 Mrd. CZK (ca. 73,1 Mio. Euro) und einer Reduktion des Verkehrs um 20 % gerechnet.
- Budapest: Eine bereits 2007 geplante Innenstadtmaut für Budapest wurde bisher nicht eingeführt. Allerdings ist 2012 neuerlich eine Art Maut aber nur eine monatliche Benutzungsgebühr für jeden Fahrzeughalter in Budapest um umgerechnet 35 Euro angedacht.[17]
- Singapur: Das älteste City-Maut-System der Welt befindet sich in Singapur, das 1975 eingeführt und 1998 beträchtlich erweitert worden ist. Die Preise variieren je nach Fahrzeug, Strecke und Tageszeit. In der Zeit zwischen 8:30 und 9:00 Uhr wird der teuerste Tarif abgebucht.[18]
- Hanoi (Vietnam): Ein vom Institute for Transport and Development (Bremen) durchgeführtes Forschungsprojekt schlägt eine Innenstadtmaut für Hanoi (Vietnam) vor.[19]
- New York: In New York City wird seit dem 5. Januar 2025 eine flächenhafte Innenstadtmaut für Lower Manhattan und Midtown Manhattan erhoben.[20][21] MTA Bridges and Tunnels bewirtschaftet das Central Business District Tolling Program. Die Abrechnung erfolgt über das System E-ZPass und über Erfassung mit automatischen Kennzeichenlesern. Halter einfacher Kraftfahrzeuge zahlen für die erste Einfahrt eines jeden Tages die Maut, die sich bei Einführung 2025 auf 9 US-Dollar tagsüber und 25 % des Preises in der Nacht (21 bis 5 Uhr an Wochentagen, 21 bis 9 Uhr am Wochenende) beläuft.[22] 2028 soll dieser Preis auf 12 Dollar und 2031 auf 15 Dollar steigen.[22] Für Motorräder ist die Hälfte zu zahlen, für leichte Lkw und Busse tagsüber 14,40 Dollar, große Lkw und Reisebusse 21,60 Dollar (Stand 2025). Für Taxis und registrierte Ridesharing-Fahrzeuge wird jede Fahrt in der Mautzone bepreist, nicht nur bei Einfahrt. Preisnachlässe sind für berechtigte Personenkreise und Fahrzeugtypen anwendbar und ergeben sich im Zusammenwirken mit der etablierten Bepreisung bestimmter Brücken und Tunnel im New Yorker Hafen.[22] Die Einführung war zunächst für Juni 2024 geplant, wurde aber von der Gouverneurin des Bundesstaates New York aus politischen Erwägungen in Hinblick auf die Zahlungsfähigkeit und -bereitschaft der Kraftverkehrsteilnehmer bis nach den Wahlen in den Vereinigten Staaten 2024 verschoben.[23]
- Valletta (Malta): Seit dem 1. Mai 2007 gibt es eine Citymaut in der maltesischen Hauptstadt Valletta. Das Mautsystem wird über ANPR (Automatic Number Plate Recognition) umgesetzt. Kostenpflichtig ist die Einfahrt in den Innenstadtbereich Montag bis Freitag von 8 Uhr bis 14 Uhr. Die erste halbe Stunde ist kostenlos, danach bezahlt man 0,82 € bis maximal 6,52 €.[24]

## Abwandlungen der Innenstadtmaut
Zum Unterschied von der flächenhaften City-Maut gibt es verschiedene andere Varianten einer Maut in Städten, die meist an bestimmte Strecken (nicht Flächen) gebunden ist. Beispiele:
- New York: Seit Eröffnung des ersten mautpflichtigen Verkehrwegs im New Yorker Hafen, des Holland Tunnels im Jahr 1927, werden die Straßenbrücken und -tunnel der heutigen Triborough Bridge and Tunnel Authority[25][26] und der Port Authority of New York and New Jersey[27] mit Maut belegt. Dies geschieht fahrtrichtungsbezogen: Vom benachbarten Bundesstaat New Jersey nach New York mit Maut, in Gegenrichtung nach New Jersey ohne. Durch die richtungsabhängige Bepreisung ergeben sich tageszeitabhängig Auswirkungen auf die Verkehrsflüsse in der New York Metropolitan Area. Die höchsten Preise sind während der Hauptverkehrszeiten zu zahlen. Im Zusammenwirken mit der seit 2025 erhobenen flächenhaften Innenstadtmaut für den Südteil der Insel Manhattan werden Preisnachlässe eingeräumt.
- San Diego (USA): Seit 1996 wurde in San Diego auf der Stadtautobahn eine Extra-Fahrspur für Autos mit mindestens zwei Personen eingerichtet. Pkws mit nur einer Person müssen je nach Verkehrsdichte und Uhrzeit eine Maut entrichten. Die Maut fließt großteils in den öffentlichen Nahverkehr.
- Seoul: 1996 wurde in Seoul eine Maut für zwei Tunnel eingeführt, die den Norden und den Süden der Stadt verbindet. Sie gilt nur in der Morgenspitze (7–9 Uhr) und nur wenn weniger als zwei Personen im Pkw sitzen. Als Folge der Maut stieg der Besetzungsgrad der Fahrzeuge deutlich.

## Diskurs

### Politische Ebene
Nicht nur auf politischer Seite bestehen große Vorbehalte gegenüber einer Innenstadtmaut. Zum einen haben viele Politiker Bedenken, aufgrund der geringen öffentlichen Akzeptanz nicht wiedergewählt zu werden, wenn sie solche Maßnahmen einführen. Andererseits zeigt die Abstimmung in Stockholm (s. o.) und die Wahlkampagne des Londoner Bürgermeisters Ken Livingstone, dass die Akzeptanz steigt und inzwischen sogar politische Mehrheiten möglich sind.

### Ökonomische Theorie
Ein allgemeiner Einwand gegen Straßenbenutzungsgebühren ist, dass sie die reichen Autofahrer bevorzugen und die armen Autofahrer benachteiligen würden. Denn ein Nutzungsentgelt von z. B. zwei Euro je Fahrt hat für eine Person mit einem niedrigen Einkommen einen anderen Wert als für eine Person mit einem hohen Einkommen (abnehmender Grenznutzen des Geldes). Daher ist es wichtig, dass die Einnahmen aus einer City-Maut nicht in den allgemeinen Haushalt einer Stadt fließen, sondern zielgenau in die Verbesserung des Öffentlichen Nahverkehrs investiert werden, so dass sie als Nahverkehrsabgabe einzustufen sind. So können diejenigen, die wegen der Maut auf das Autofahren verzichten, kompensiert werden. Zum anderen profitieren auch alle Bürger, die gar kein Auto besitzen, von den besseren ÖPNV-Verbindungen. Dies muss in der sozialen Gesamtbewertung einer Maut berücksichtigt werden.